# Спешный (эсминец)
«Спешный» — эскадренный миноносец проекта 56 (код НАТО — «Kotlin class destroyer») ВМФ СССР.

## История строительства
Зачислен в списки ВМФ СССР 19 августа 1952 года. Заложен на заводе № 190 им. А. А. Жданова 30 мая 1953 года (строительный № 703), спущен на воду 7 августа 1954 года. Корабль принят флотом 30 сентября 1955 года, 19 декабря эсминец вступил в состав Советского Военно-Морского Флота.

## Служба
После постройки был включён в состав 128-й брэм 4-го (Северо-Балтийского) ВМФ. В 1957 году «Спешный» принял участие в учениях по противолодочной подготовке; в 1959 году — снова на учениях; в следующем году эсминец отрабатывал взаимодействия с отрядом кораблей. В 1961 году участвовал в артиллерийских стрельбах. В 1963 году корабль находился на тактических, а в 1965 году на противолодочных учениях. С 18 ноября 1966 по 6 января 1969 года проходил средний ремонт в Кронштадте. 12 сентября 1969 года во время проведения артиллерийских стрельб вместо щита попал артиллерийским снарядом в эсминец «Неустрашимый».
С 10 по 27 апреля 1970 года «Спешный» участвовал в манёврах «Океан», нёс боевую службу в Атлантике. С 17 по 23 июля совместно с крейсером «Октябрьская революция» обеспечивал советское военно-морское присутствие в Сирии, нёс боевую службу в Средиземном море с возвращением в августе 1970 года в базу. 11 января 1971 года корабль перевели в 12-ю дивизию надводных кораблей. В марте-июле 1971 году «Спешный» находился на новой боевой службе в Средиземном море (совместно с «Октябрьской революцией», «Настойчивым» и «Образцовым»). С июня по ноябрь следующего года вместе с «Октябрьской революцией» и 3 большими противолодочными кораблями эсминец опять нёс боевую службу в Средиземном море. Находился с 8 декабря 1972 года по 9 апреля 1973 года на ремонте в Лиепае (на СРЗ-29).
В сентябре 1973 года «Спешный» совместно с эсминцем «Светлым» и бпк «Образцовым» вышел на боевую службу в Средиземное море, где и находился до апреля 1974 года. В 1978 году эскадренный миноносец нёс боевую службу в Западной Атлантике, с 30 октября 1978 по 8 февраля 1979 года обеспечивал советское военно-морское присутствие в Анголе.
В начале июля 1978 г. "Спешный" принимал участие в учениях "Балтика 78", на БС ушел в 20-х числах июля. Первоначально планировался срок БС-6 месяцев, фактически получилось 9 месяцев. Вернулись в Лиепаю 16 апреля 1979 г. Были не только в Анголе, но и в Гвинее, Бенине, и Сан-Томе и Принсипи. На рейде о. Сан-Томе в кают-кампании корабля был подписан договор о дружбе и сотрудничестве между Советским Союзом и республикой Сан-Томе и Принсипи. Снимок "Спешного" в июле 1978 года, который в статье, сделан, скорее всего, с натовского вертолета, когда корабль совершал переход из Лиепаи к берегам Юго-западной Африки.
С 15 марта 1984 года по 13 марта 1985 года «Спешный» был выведен из боевого состава и находился на консервации в Таллине, затем был включён в состав 76-й бригады эсминцев. 25 апреля 1989 года был исключён из списков ВМФ в связи с передачей ОФИ для демонтажа и реализации. 31 декабря экипаж расформирован. В 1990—1991 годах корпус корабля был разрезан на металлолом в Лиепае.

## Особенности конструкции
Характерные отличия корабля от других кораблей проекта:
- Ходовой мостик выполнен с выступом;
- Помещение приёмо-передатчика «Фут-Н» имеет ступенчатую носовую стенку;
- В 1973 году на эсминец была установлена станция теплового следа МИ-110К со своеобразным приёмником («лисьей ноздрёй») на носу. Башенные радиолокационные дальномеры «Штаг-Б» были сняты;
- С 1972 года разъездной катер проекта 378 заменили на новый проекта 1390 («Стриж»);
- В ходе модернизаций на фок-мачте корабля были установлены 2 РЛС «Дон», в результате чего появился характерный кронштейн площадки РЛС;
- В 1974 году за носовой надстройкой было установлено устройство для траверзного приёма грузов.

## Известные командиры
- С 1956 по 1960 - капитан 2 ранга И.С. Арванов
- С 1967 по 1972 - капитан 2 ранга Б.П. Нечитайло
- С 1972 по 1974 - капитан 3 ранга Г.Д.Шубович
- С 1974 по 1976 — капитан 3 ранга Ю. В. Цветков[уточнить];
- С 1976 по 1981 — капитан 2 ранга А. В. Гаврилов[1];
- с 1981 по 1985 - капитан 2 ранга В.Я. Тарунов
- С 1985 по 1987  — капитан 3 ранга И. Н. Кинякин;
- С 1988 по 1989 — капитан 3 ранга В. Н. Мардусин[3].

## Бортовые номера
В ходе службы эсминец сменил ряд следующих бортовых номеров:
- 1956 год — № 32;
- 1959 год — № 502;
- 1964 год — № 172;
- 1969 год — № 413;
- 1971 год — № 476;
- 1973 год — № 954;
- 1977 год — № 471;
- 1978 год — июль 1979 — № 672;
- 1983 год — № 640;
- 1984 год — № 665;
- 1984 — ноябрь 1986 года — № 655;
- июль 1988 года — 1990 год — № 602.